# Bộ Cánh dài
Bộ Cánh dài, tên khoa học Mecoptera (từ tiếng Hy Lạp: Meco- = "dài", -ptera = "cánh"), là một bộ côn trùng với khoảng 550 loài trong chín họ trên toàn thế giới. Mecoptera đôi khi được gọi ruồi bọ cạp vì con đực của họ lớn nhất của bộ là Panorpidae có bộ phận sinh dục to mà trông giống như ngòi của một con bọ cạp. Bittacidae, hoặc ruồi treo cổ, là một họ nổi tiếng được biết đến với nghi lễ giao phối phức tạp, trong đó những con cái chọn bạn tình dựa trên chất lượng của món quà con mồi được cung cấp bởi những con đực khác nhau.

## Hình ảnh

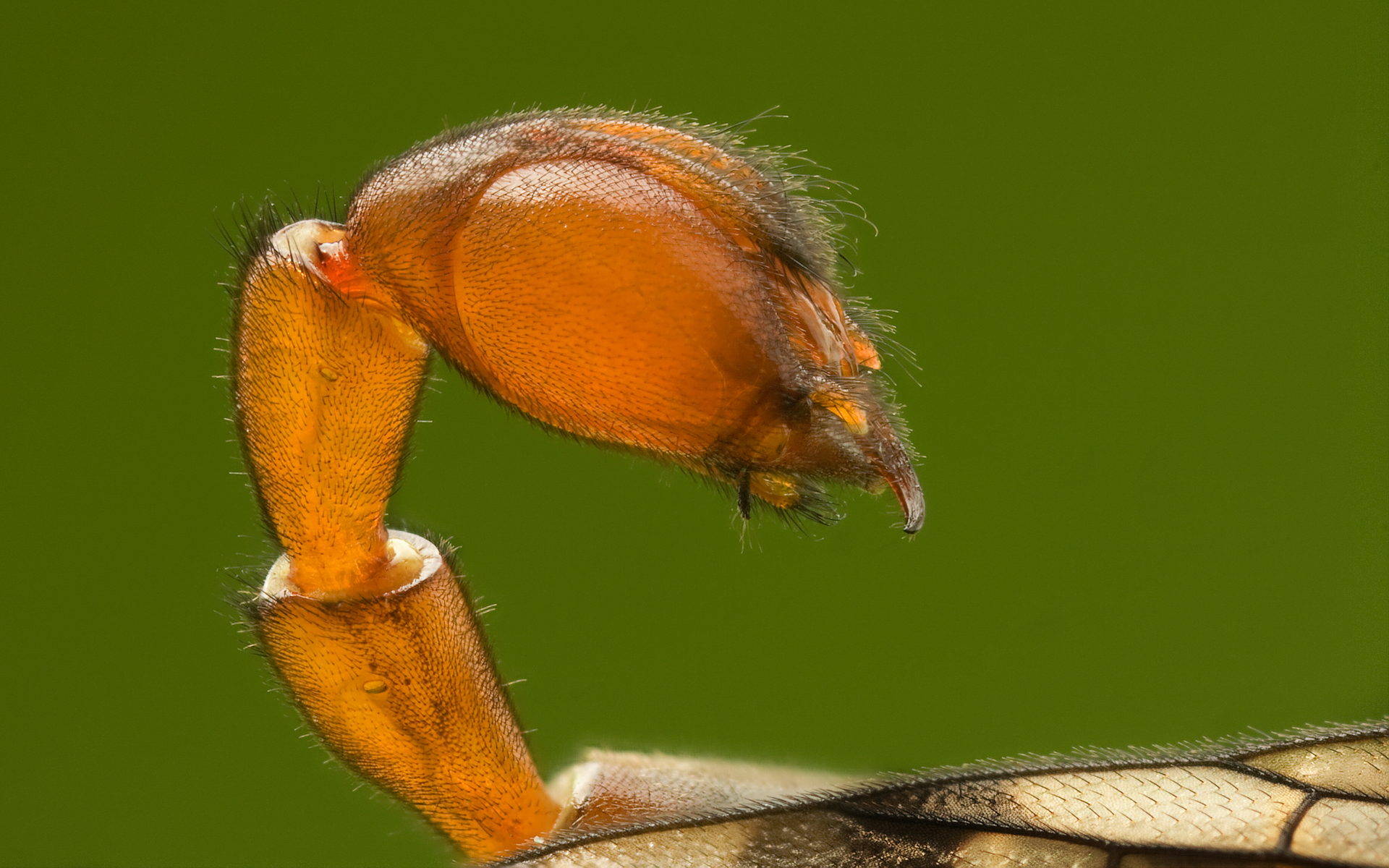
cơ quan sinh dục đực (Panorpa communis)
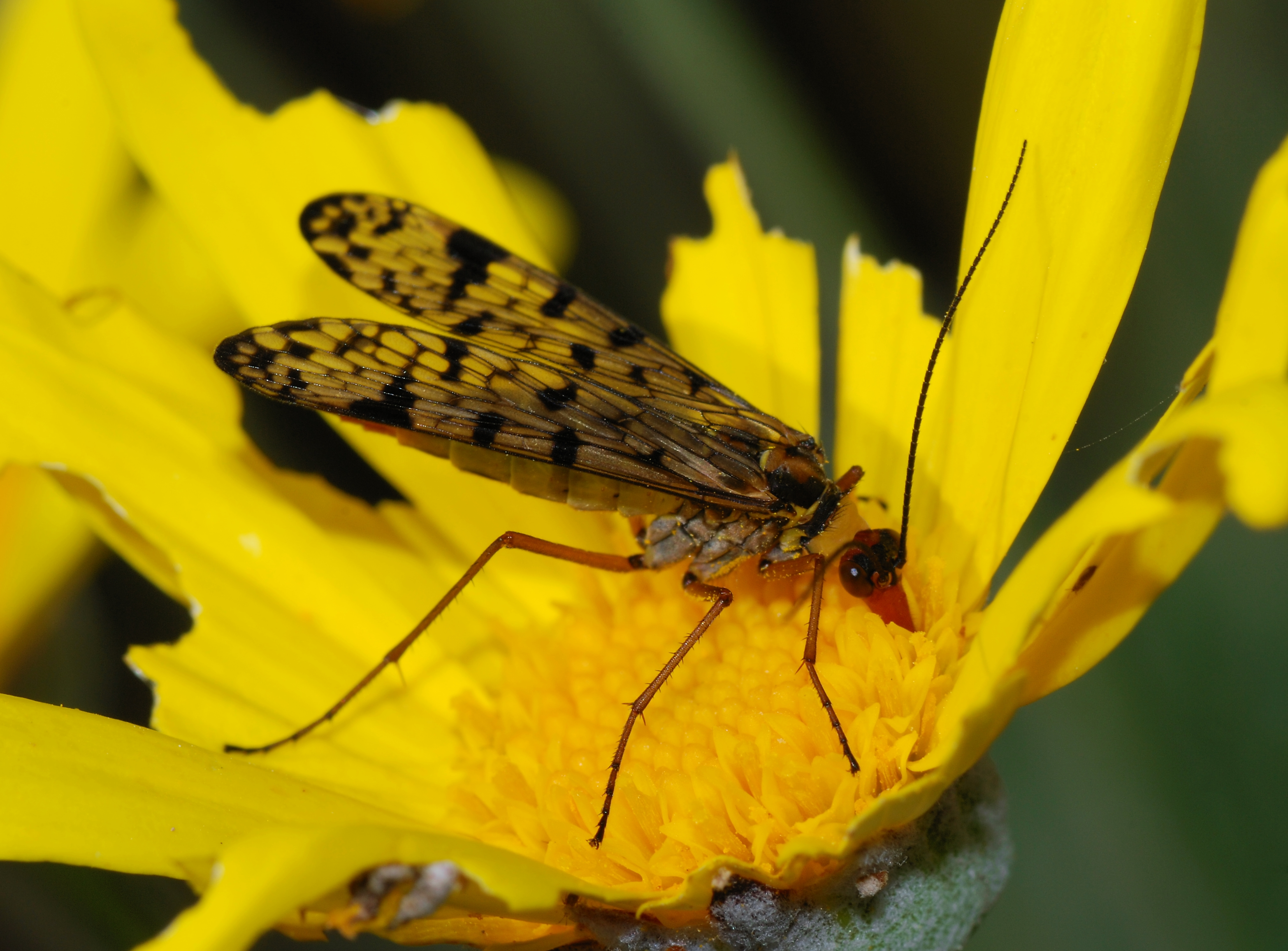
Panorpa meridionalis, từ Portugal
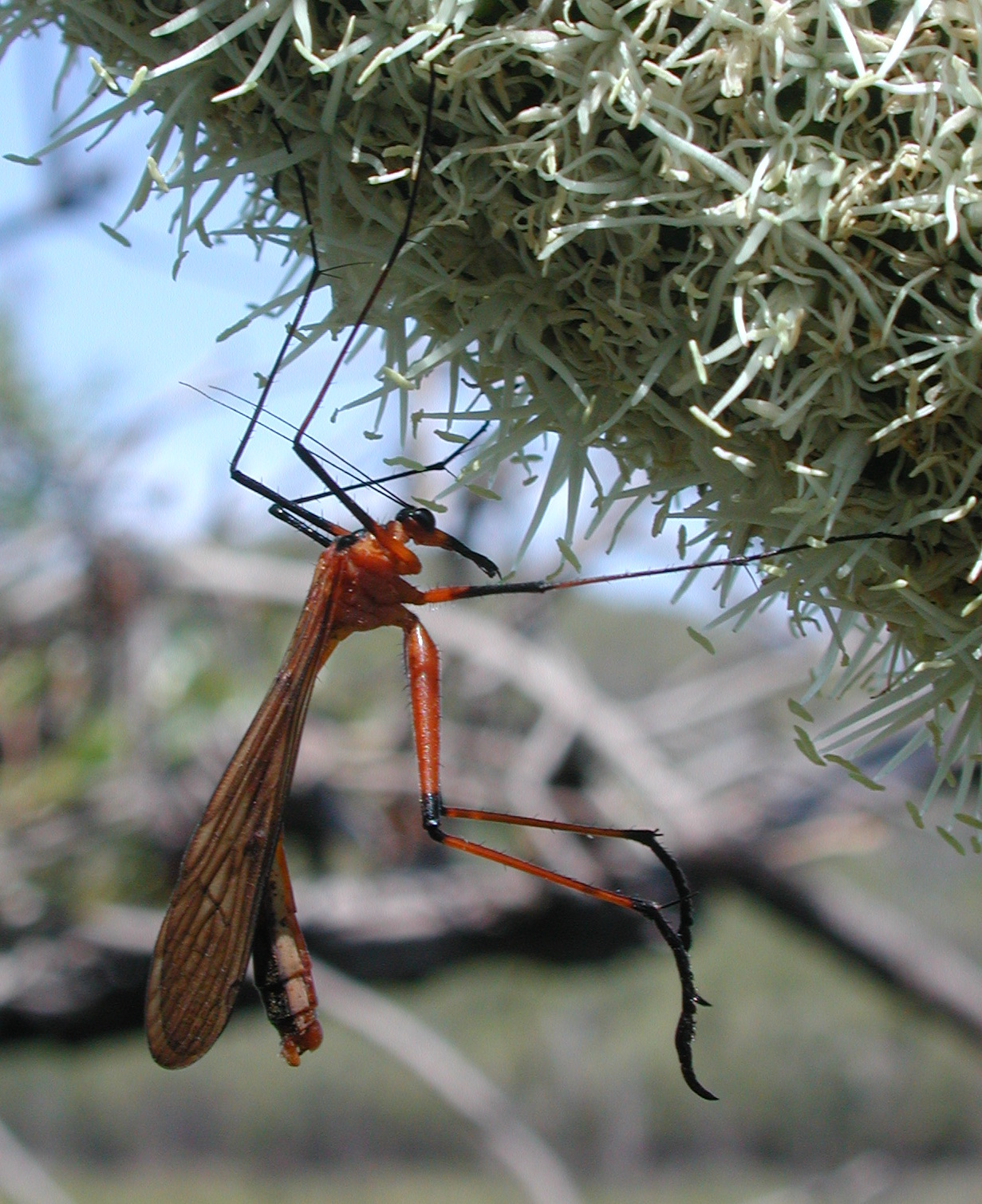
Loài Bittacidae từ Úc
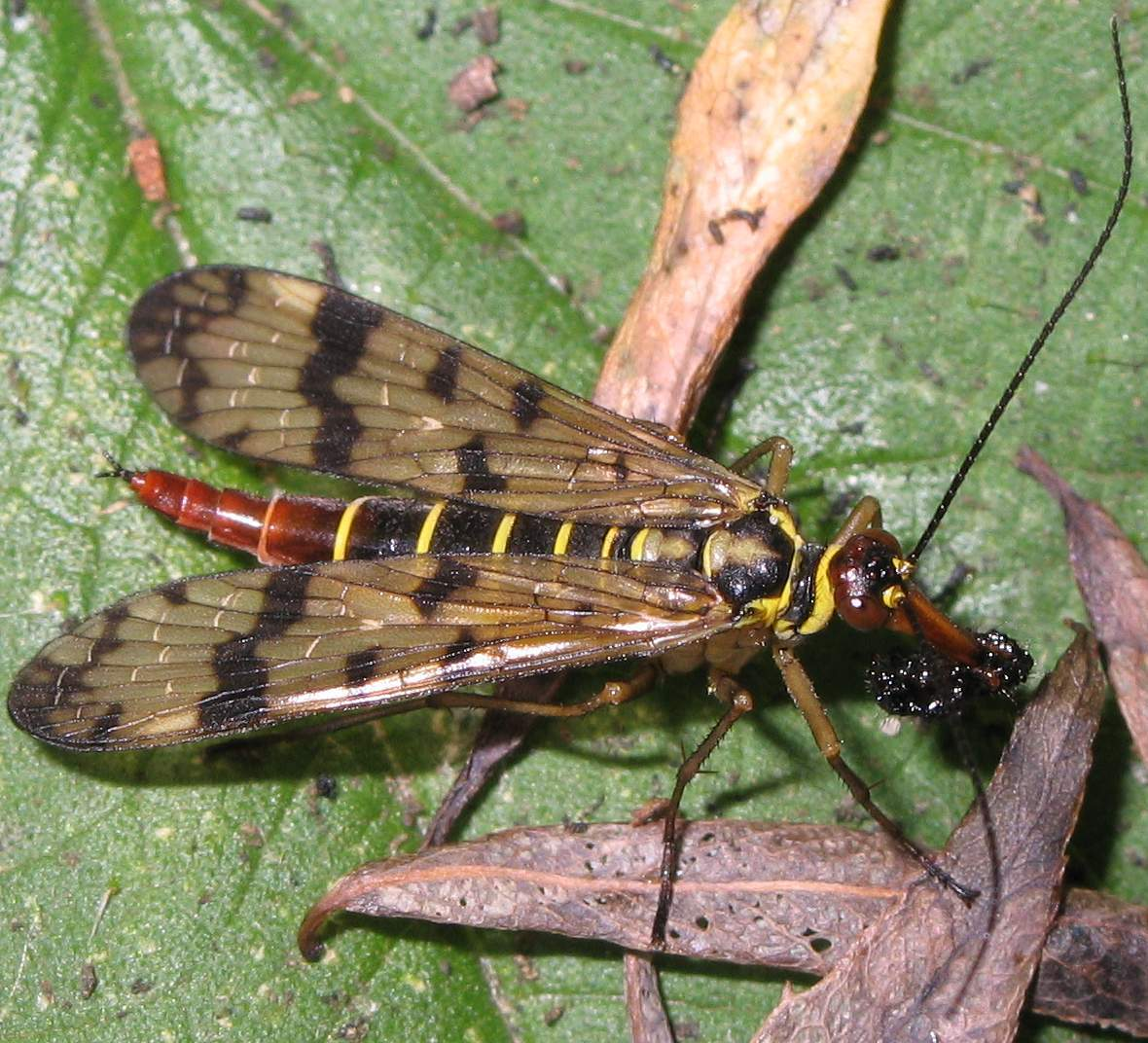
Panorpa communis cái với con mồi
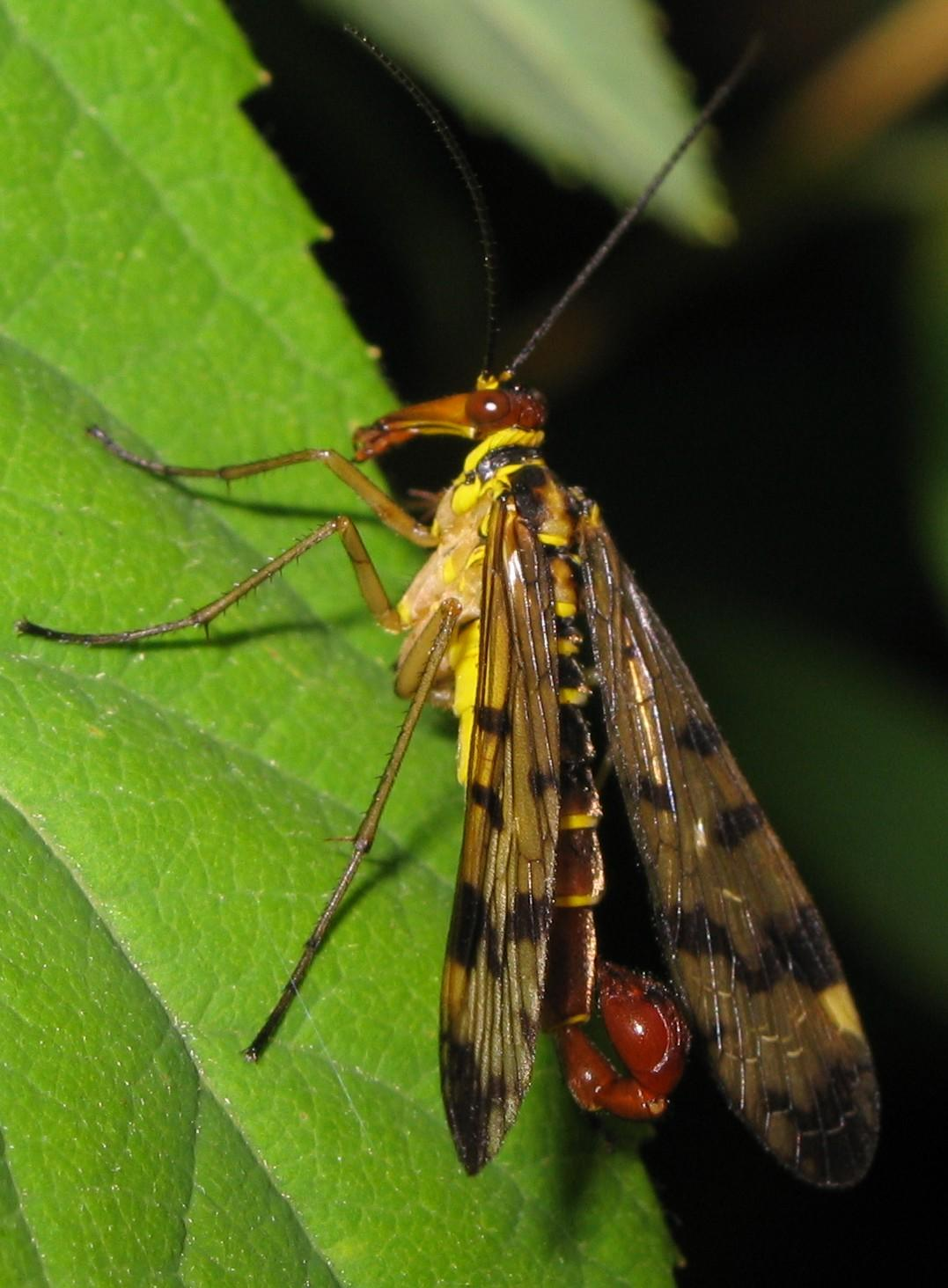
Panorpa communis đực
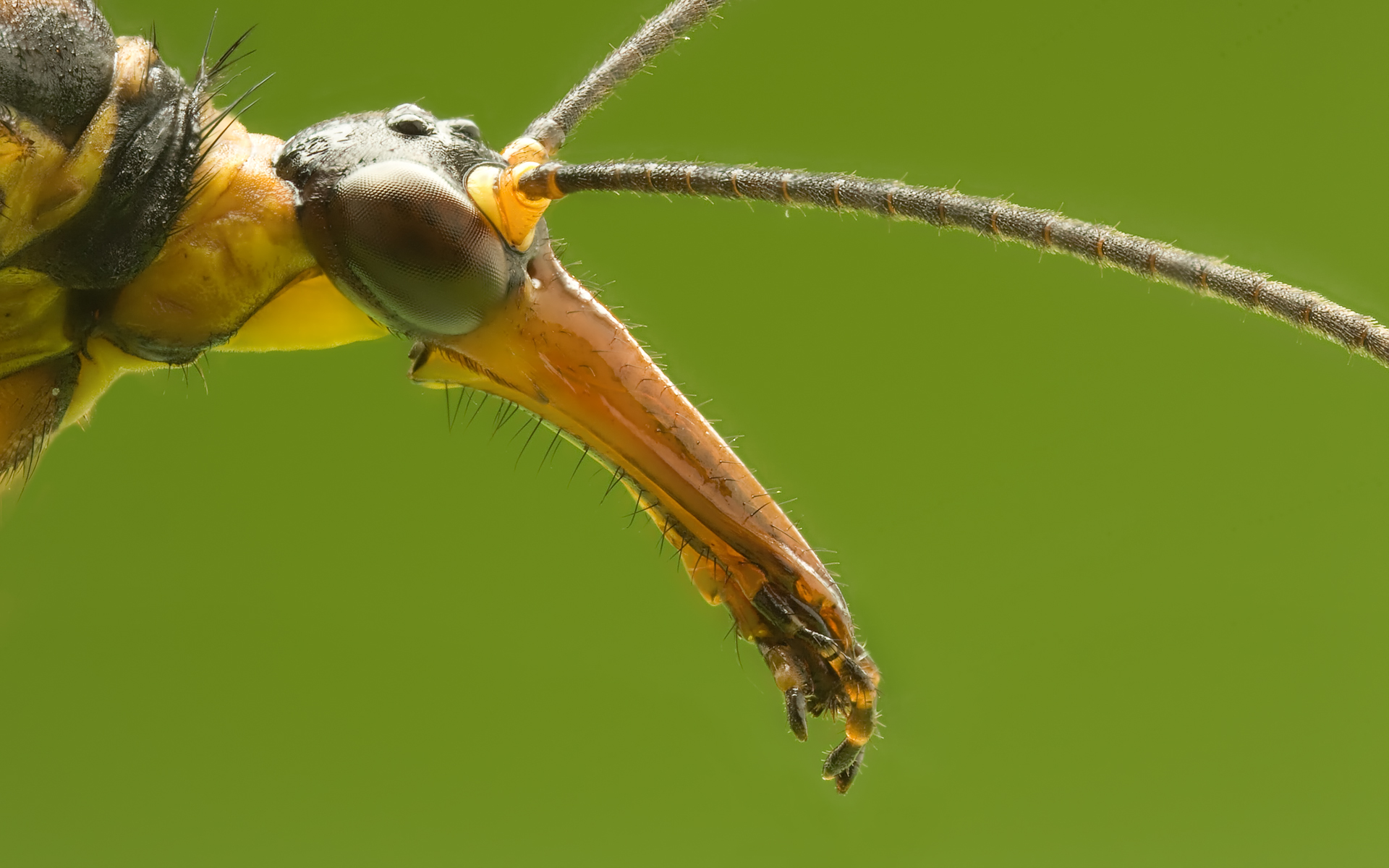
Chi tiết đầu, co đực (Panorpa communis)
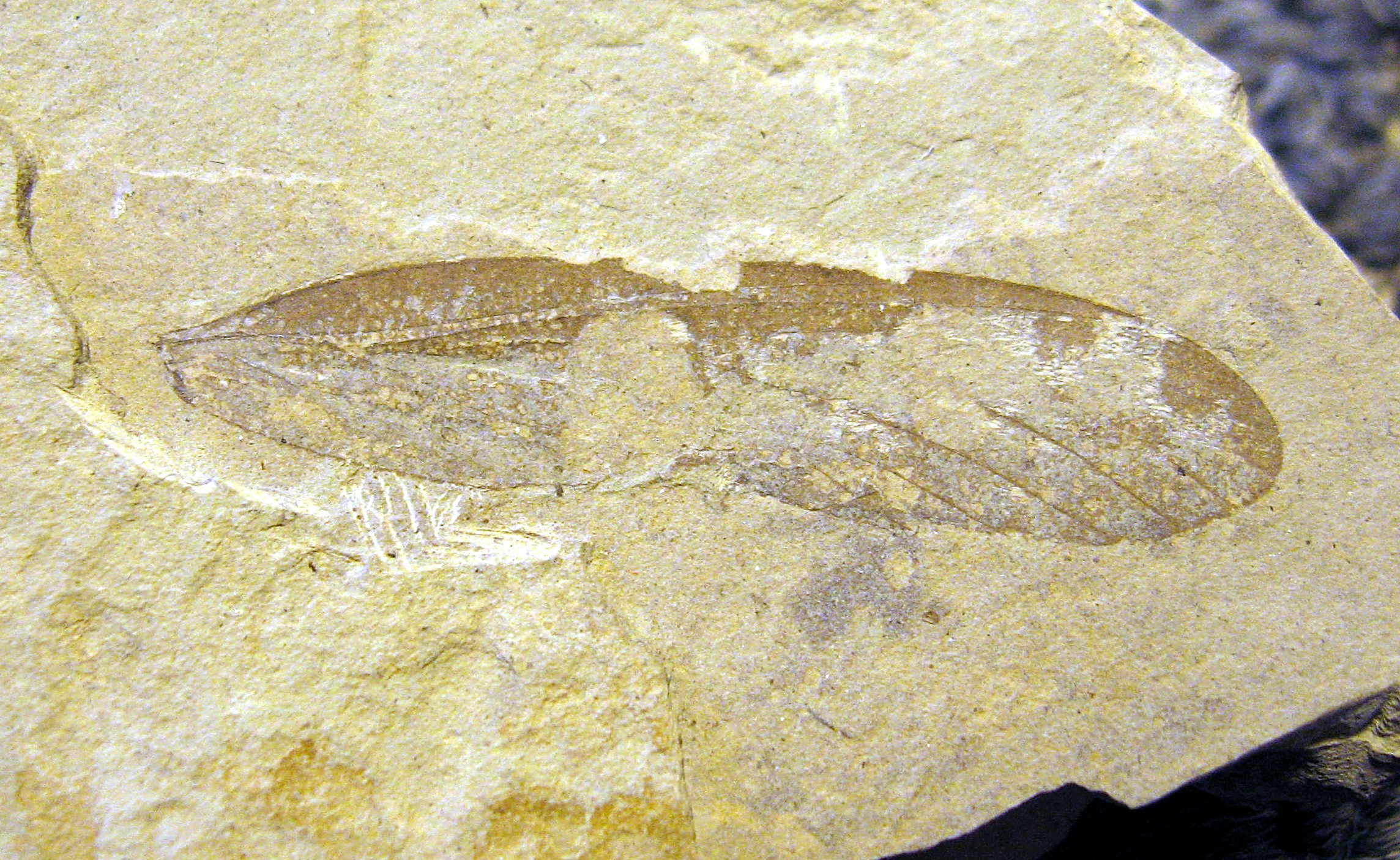
Dinokanaga andersoni cánh hóa thạch
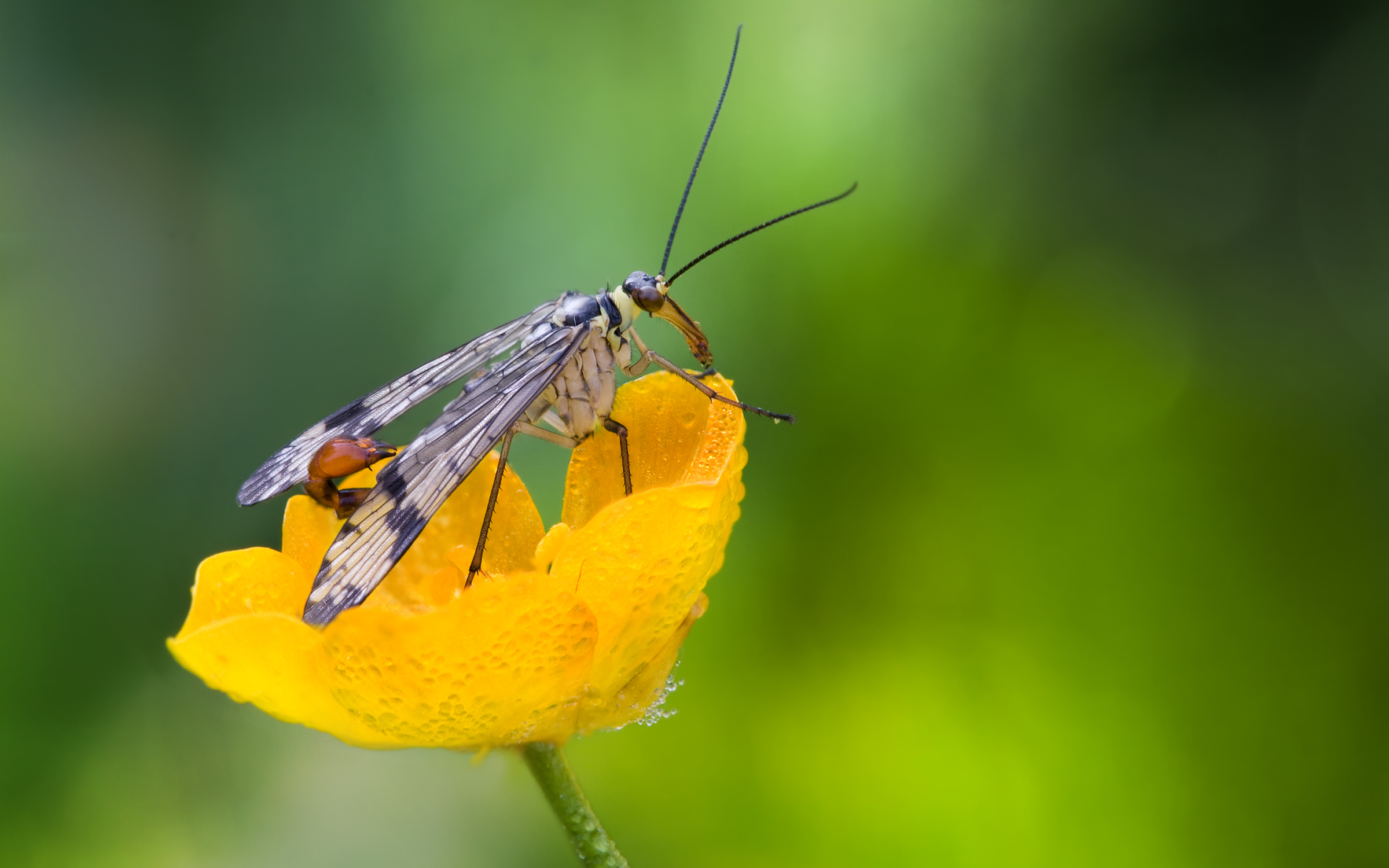
Panorpa communis đực